# Цезура
Цезура (енг. caesura и фр. césure) је знак који се уписује у нотни текст између два мотива, две фразе или два одсека и указује да на том месту извођач треба да начини кратак предах. За свираче на дувачким инструментимама и певаче, то је место где треба да узму ваздух.
Овај знак пише се у облику зареза (٫), две косе црте (″) или великог латиничног слова в (۷).